# إبراهام بالدوين
إبراهام بالدوين (بالإنجليزية: Abraham Baldwin)‏ هو سياسي أمريكي، ولد في 23 نوفمبر 1754 في غويلفورد في الولايات المتحدة، وتوفي في 4 مارس 1807 في واشنطن العاصمة للولايات المتحدة. نشط حزبياً في الحزب الجمهوري الديمقراطي.

## مناصب
- انتخب عضو مجلس النواب الأمريكي عن دائرة Georgia's 2nd congressional district [الإنجليزية]‏ (4 مارس 1789 – 3 مارس 1793).
- انتخب عضو مجلس النواب الأمريكي عن دائرة Georgia's at-large congressional district [الإنجليزية]‏ (4 مارس 1793 – 3 مارس 1799).
- انتخب عضو مجلس الشيوخ الأمريكي (4 مارس 1799 – 4 مارس 1807).
- انتخب الرئيس المؤقت لمجلس الشيوخ الأمريكي (7 ديسمبر 1801 – 13 ديسمبر 1802).
- انتخب عضو مجلس الشيوخ الأمريكي عن دائرة جورجيا (4 مارس 1799 – 4 مارس 1807).